# スオメン・ヴィラリネン・リスタ
スオメン・ヴィラリネン・リスタ（フィンランド語: Suomen virallinen lista、スウェーデン語: Finlands officiella lista、「フィンランド公式チャート」）は、IFPI（国際レコード・ビデオ製作者連盟）のフィンランド支部が作成しているフィンランドの音楽チャート。チャート名は、フィンランド語・スウェーデン語とも単数形である。

## 沿革
最初のチャートは1951年に発表された。1991年1月、フィンランド国営放送の Radiomafia ラジオ局（現在の YleX）は、Radiomafian lista（ラディオマフィアン・リスタ）と呼ばれるフィンランド初となる週間チャートの集計を始め、毎週日曜日にこれを放送した。これ以前は、フィンランドのシングルおよびアルバムのチャートは全て、月間あるいは隔週間の売上チャートだった。1994年1月に、フィンランドで活動する音楽業者の統括団体 Suomen Ääni- ja kuvatallennetuottajat (ÄKT)（現在の Musiikkituottajat）との提携を機に、このチャートはフィンランドの公式チャートとなった。また同時に、フィンランドでの売上に応じたシングルの週間チャートと、スタジオ・アルバムおよびコンピレーション・アルバムのチャートの発表を始めた。これは他所で作成されるチャートを駆逐し、1995年までにこれはフィンランドで発表される唯一の売上チャートなった。
現在、次のような週間チャートが Musiikkituottajat によって、売上のみに基づいて集計・発表される。
- Albums (Top 50) (Suomen virallinen albumilista, 公式フィンランド・アルバム・チャート)[4]
- Singles (Top 20) (Suomen virallinen singlelista, 公式フィンランド・シングル・チャート)[4]
- Mid-priced albums (Top 10)[4]
- Music DVDs (Top 10)[4]

加えて、Musiikkituottajat は英オフィシャル・チャーツ・カンパニーがダウンロード売上を集計したデジタル・チャートも発表している。
- Official Finnish Download Chart (Top 30) (Suomen virallinen latauslista)